# An Dunan

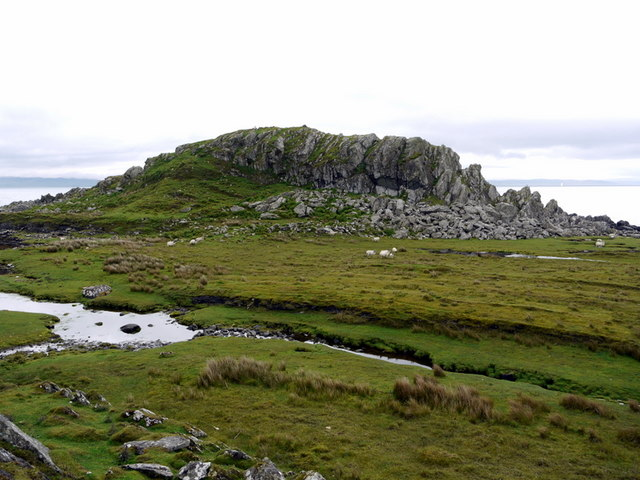
An Dunan

An Dunan ist ein (wahrscheinlich eisenzeitliches) Hillfort (deutsch Wallburg). Es liegt beherrschend im Norden der „Lowlandman’s Bay“, eines Naturhafens an der Ostküste der Hebrideninsel Jura in Schottland. Der Ort beinhaltet außerdem vermutlich die Reste eines Trockendocks der Wikinger.

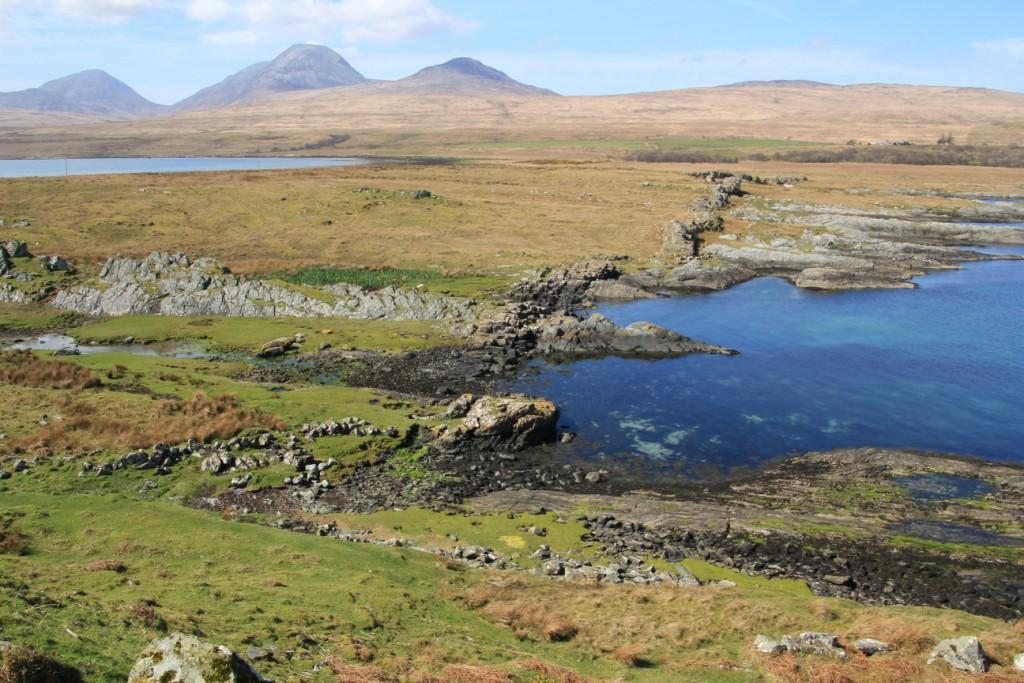
Wahrscheinlich: ein Trockendock der Wikinger, unterhalb der Festung

Es ist zerfallen, der Aufgang sowie wenige Mauerreste sind noch schwach erkennbar. Sichtbar ist vor allem der strategisch gut gelegene Fels, auf dem das Fort erbaut war.